# 立江町
立江町（たつえちょう）は、かつて徳島県那賀郡にあった町。

## 沿革
- 1889年（明治22年）10月1日 -  町村制施行に伴い、立江村と櫛渕村が合併して那賀郡立江村が成立[1]。大字立江村・櫛渕村を設置。
- 1908年（明治41年）7月20日 - 立江村が町制施行し立江町となる[2]。大字立江村は大字立江町に改称される。
- 1915年（大正4年）1月1日 - 大字立江町・櫛渕村がそれぞれ大字立江・櫛渕に改称される[3]。
- 1951年（昭和26年）
  - 4月1日 - 立江町が廃止され、その区域が勝浦郡小松島町に編入される[4]。
  - 6月1日 - 小松島町が市制施行し小松島市となる[5]。
- 1957年（昭和32年）2月1日 - 大字立江・櫛渕がそれぞれ立江町・櫛渕町となる[6]。

## 行政

### 役場庁舎
大字立江字潮瀬24番地に町役場を置いていた。